# 下小阿仁村
下小阿仁村（しもこあにむら）は秋田県北秋田郡にあった村。現在の北秋田市北西部、阿仁川左岸および小阿仁川沿岸、秋田内陸縦貫鉄道秋田内陸線米内沢駅の西方一帯にあたる。

## 地理
- 山：七倉山
- 河川：阿仁川

## 歴史
- 1889年（明治22年）4月1日 - 町村制の施行により、芹沢村、鎌沢村、三木田村、三里村、根田村の区域をもって発足。
- 1955年（昭和30年）3月31日 - 上大野村・下大野村・落合村と合併して合川町が発足。同日下小阿仁村廃止。

## 交通

### 道路
- 五城目街道（現・国道285号）